# Бенджамин Харисън
Вижте пояснителната страница за други личности с името Харисън.
Бенджамин Харисън (на английски: Benjamin Harrison VI) (20 август 1833 – 13 март 1901) е 23-тият (4 март 1889 – 3 март 1893) президент на САЩ.

## Биография
Внукът на 9-ия президент на САЩ Уилям Хенри Харисън – Бенджамин е роден на 20 август 1833 г. в Норт Бенд, Хамилтън Каунти Охайо в семейството на Джон Скот Харисън (по-късно конгресмен от Охайо) и Елизабет Ремзи Ъруин. Учи в Маями Юнивърсити в Охайо, където става член на обществото Phi Delta Theta и завършва през 1852 година. Учи право в Синсинати, а след това се мести в Индианаполис. Полага изпита за адвокатска правоспособност и започва да работи като докладчик към върховния съд на щата.
Харисън служи в арията на Съюза по време на Американската гражданска война, стига до бригаден генерал и се уволнява от армията през 1865 г. Още докато е на фронта (1864 г.) е преизбран за докладчик към върховния съд на щата и заема тази длъжност още четири години. Той е неуспешен кандидат от името на Републиканската партия за губернатор на Индиана през 1876 г. Избран е като републиканец за Сената на САЩ, където служи от 4 март 1881 до 3 март 1887 г.

## Президентство
Харсиън е избран за президент на САЩ през 1888 година. На президентските избори той получава 100 000 гласа по-малко от своя опонент, но Избирателната колегия гласува за него 233 на 168 гласа. Въпреки че самият Харисън не е правил политически сделки неговите поддръжници дават безброй обещания от негово име. Когато един от ръководителите на партията – Мат Куай научава, че Харисън описва победата си на косъм като намеса на Провидението, извиква: едва ли знае колко много хора бяха на косъм … от попадането в затвора” Харисън встъпва в длъжност на 4 март 1889 г. и служи до 3 март 1893 г. Харисън също е известен и като „стогодишния президент“, защото встъпването му длъжност е точно 100 години след това на Джордж Вашингтон.
Харисън е бил горд от енергичната външна политика, която провежда. Първият Панамерикански конгрес се провежда в столицата Вашингтон през 1889 г. и създава информационен център, който по-късно става известен като Панамерикански съюз. В края на мандата си внася в Сената договор за анексирането на Хавай, който по-късно за негово разочарование е изтеглен от президента Кливланд.
Голямо количество закони са подписани от Харисън, свързани с подобряването на инфраструктурата, морската експанзия, субсидии за параходствата. За първи път в мирно време Конгреса взема решение за разпореждане с един милиард долара. Когато критиците нападат „едномилиардния Конгрес“, говорителят Томас Рийд отговаря: “Това е многомилиардна страна“. Президентът Харисън също подписва антитръстовия закон Шърман с цел “да предпази търговията и потребителите от неправомерно разрасналите се монополи“.
Най-сложният национален проблем, с който се сблъсква Харисън е този за митата. Техните високи стойности създават излишък в бюджета. Поддръжниците на ниски мита твърдят, че този излишък накърнява бизнеса. Републиканците в конгреса не се огъват и дори се внася нов закон, който предвижда още по-високи мита, някои от които напълно рестриктивни.
За да направи митата по-приемливи, Харисън въвежда реципрочни мерки. За да се справи с бюджетния излишък, се премахва вносното мито за суровата захар и се дават на местните производители по два цента субсидии за всеки паунд. Дълго преди края на мандата на Харисън, бюджетният излишък е разходван, а заедно с него изчезва и икономическият просперитет. Изборите за Конгрес през 1890 г. се губят от републиканците и партийните лидери решават да изоставят президента, макар че им е сътрудничил. Въпреки всичко партията го номинира за втори мандат, но го губи от Кливланд.
След като напуска офиса той се връща в Индианаполис, жени се за вдовицата Мери Димик през 1896 г. и осиновява дъщеря ѝ. Харисън настива тежко и едновременно с това се разболява от грип през 1901 г. Състоянието му бързо се влошава и той почива на 13 март 1901 г.

## Любопитни факти
- Напълно е възможно Бенджамин Харисън да е първият президент, чийто глас е записан. Това е станало чрез фонографски цилиндър.
- Харисън е последният президент, който има брада по време на мандата си.